# I Worship Chaos
| Recensione       | Giudizio |
| ---------------- | -------- |
| About.com        | [ 3 ]    |
| AllMusic         | [ 4 ]    |
| Blabbermouth.net | [ 5 ]    |
| MetalSucks       | [ 6 ]    |

I Worship Chaos è il nono album in studio della band melodic death metal finlandese Children of Bodom, pubblicato il 2 ottobre 2015 dalla Nuclear Blast. È il primo album dal 2003 dopo Hate Crew Deathroll registrato senza il chitarrista Roope Latvala, che ha lasciato la band nella seconda metà del 2015. È inoltre il primo ed unico album in cui il leader Alexi Laiho è impegnato nella registrazione di entrambe le parti di chitarra. L'album è stato anticipato dai tre singoli Morrigan, la title track I Worship Chaos e la opener I Hurt.
Per la prima volta non è stato usato uno studio di registrazione commerciale per registrare l'album bensì un magazzino convertito a studio.

## Tracce
Testi e musiche di Alexi Laiho, eccetto dove indicato.
1. I Hurt – 4:29
2. My Bodom (I Am the Only One) – 4:18
3. Morrigan – 5:06
4. Horns – 3:24
5. Prayer for the Afflicted – 4:55
6. I Worship Chaos – 3:39
7. Hold Your Tongue – 4:02
8. Suicide Bomber – 3:33
9. All for Nothing – 5:42
10. Widdershins – 5:11

Traccia bonus nell'edizione giapponese
1. Cruel Summer (cover dei Bananarama) – 3:05 (Sara Dallin, Siobhan Fahey, Keren Woodward, Anthony Swain, Steve Jolley)

Traccia bonus nell'edizione limitata
1. Mistress of Taboo (cover dei Plasmatics) – 3:37 (Richie Stotts, Rod Swenson)
2. Danger Zone (cover di Kenny Loggins) – 2:57 (Giorgio Moroder, Tom Whitlock)
3. Black Winter Day (cover degli Amorphis) – 3:41 (tradizionale)

## Formazione
Gruppo
- Alexi Laiho – voce, chitarra solista e ritmica
- Jaska Raatikainen – batteria, cori
- Henkka Seppälä – basso, cori
- Janne Wirman – tastiera

Altri musicisti
- Wednesday 13 - voci in Mistress of Taboo

Produzione
- Mikko Karmila - produttore e missaggio
- Tuomas Korpi - copertina